# 陵园新村邮局旧址
32°02′39.01″N 118°51′05.71″E / 32.0441694°N 118.8515861°E
陵园新村邮局旧址又称八角亭，位于中国江苏省南京市玄武区苗圃路西端，南临沪宁高速公路，原为国民政府高级官员别墅区陵园新村内配套建设的专用邮局。
该建筑始建于1934年，主体部分为两层，采用仿古建筑风格，檐下置蓝色琉璃斗拱，雀替和梁架上均施彩画，屋顶为方形重檐攒尖顶，覆以绿色琉璃瓦。正门位于南侧，其上原有林森题写的“陵园邮局”匾额，另在东西两侧设可以进入厢房和庭院的侧门。1937年冬因侵华日军进攻南京，与陵园新村同遭战火焚毁。1947年重建，1976年后曾一度作为南京市邮政局职工住宅，后住户陆续搬迁，建筑逐渐空置荒废。目前计划将其改建为邮局历史博物馆。2006年6月，公布为第六批江苏省文物保护单位。